# Reserva Natural da Sibéria Central

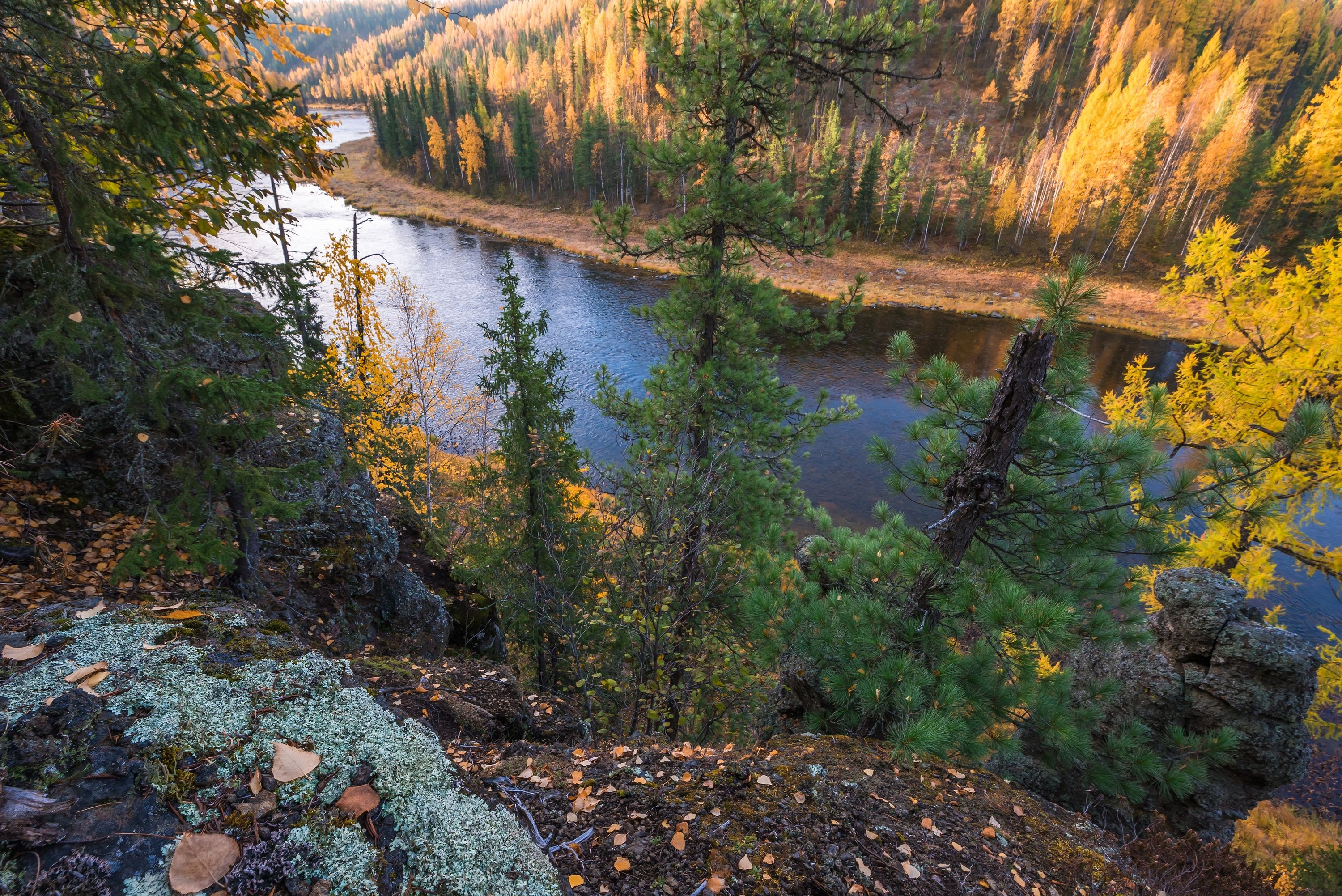
Reserva Natural da Sibéria Central

A Reserva Natural da Sibéria Central (em russo: Центрально-Сибирский заповедник) é uma área protegida na Rússia. Com mais de um milhão de hectares de área protegida, é uma das maiores reservas naturais do mundo. Está localizada no meio dos vales do rio Ienissei e do rio Podkamennaya Tunguska, na Sibéria. Notavelmente, o território sobre ambas as bacias do rio Ienissei durante 60 quilómetros. A reserva encontra-se situada no Distrito de Turukhansky, no Krai de Krasnoyarsk.

## Topografia
Esta área protegida da Sibéria Central tem um terreno que é, na maior parte, taiga (cerca de 80% do território) e pântanos e prados da planície de inundação do rio Ienissei (20%). Localiza-se na margem norte do cinturão do taiga e nas colinas baixas no oeste do planalto. A reserva sobre ambos os lados do rio Ienissei, e situa-se paralelamente ao rio Podkamennaya Tunguska, que se encontra a sul da reserva.

## Clima e eco-região
A reserva está inserida na eco-região do taiga da Sibéria Oriental, uma vasta região entre os rios Ienissei e Lena. A sua fronteira a norte alcança o Círculo Árctico, e a sul atinge a latitude 52ºN. A vegetação dominante é composta por coníferas e larix gmelinii. A região é também rica em minerais.
O clima desta eco-região é um clima continental húmido, caracterizado por um longo e frio inverno e verões muito curtos e frios.

## Flora e fauna
A vida vegetal tem aspectos das comunidades vegetais e boreais do árctico, e são representativas nas baixas colinas do planalto central da Sibéria, dominadas por florestas de taiga. As árvores típicas são o pinheiro siberiano. Na latitude da reserva (60 graus norte) o pinho cresce a cerca de 100-200 metros de altitude; mais a sul, em direcção à Mongólia, é uma árvore de montanha que cresce entre os 1000 e os 2000 metros de altitude. Contudo, existem outras espécies de árvores na reserva, como por exemplo o abeto. Os vales dos rios providenciam vida a vastos prados de zonas húmidas, com ervas de capim e comunidades de várias plantas de terra e plantas aquáticas de água rasa. Os cientistas, dentro da reserva, já conseguiram catalogar cerca de 500 espécies de plantas.